# Staffordshire
Staffordshire /ˈstæfədʃə/ (abreviado Staffs) es uno de los cuarenta y siete condados de Inglaterra (Reino Unido). Su capital es Stafford. Está situado en la región Midlands del Oeste, limitando al norte con Cheshire, al este con Derbyshire, al sur con Warwickshire, Midlands Occidentales y Worcestershire y al oeste con Shropshire.
Ocupa un área de 2713 km² y su población aproximada es de 1 098 300 habitantes. Está atravesado por el río Trent que es uno de los más largos de Inglaterra. Al norte se encuentra el extremo sur del parque nacional del Distrito de los Picos, donde abunda la vegetación, sobre todo los brezos.
Su economía se basa en la agricultura y en la fabricación de porcelana en la zona llamada Las Alfarerías (Potteries). También aquí se fabrican productos sanitarios.
El condado histórico de Staffordshire incluía Wolverhampton, Walsall y West Bromwich que, en 1974, pasaron a formar parte del nuevo condado de West Midlands en la frontera de Worcestershire. Más adelante, en 1990, Stoke-on-Trent pasó a ser una unidad autoritaria independiente, aunque sigue considerándose como parte de Staffordshire para cuestiones ceremoniales.
En el siglo IX en esta región se dieron muchas batallas cuando fue invadida por los daneses.

## Ciudades destacadas
- Stoke-on-Trent
- Burton-upon-Trent
- Lichfield
- Newcastle-under-Lyme
- Tamworth
- Stafford

## Monumentos y lugares de interés
- La catedral de Lichfield
- El castillo de Stafford
- La abadía de Croxden
- La mania de dorten